# Godspeed on the Devil's Thunder
Godspeed on the Devil's Thunder (podnaslov The Life and Crimes of Gilles de Rais) osmi je studijski album britanskog ekstremnog metal sastava Cradle of Filth. Objavila ga je 28. listopada 2008. godine diskografska kuća Roadrunner Records. Četvrti je konceptualni album grupe, slijedeći Cruelty and the Beast (iz 1998.), Midian (iz 2000.) i Damnation and a Day (iz 2003.), te prati život francuskog baruna Gillesa de Raisa, koji je živio u 15. stoljeću.

## Snimanje i produkcija
Producent albuma bio je Sabbatov gitarist Andy Sneap, koji je prethodno surađivao s Cradle of Filthom tako što je miksao njegov album Thornography iz 2006. godine. Godspeed on the Devil's Thunder prvi je uradak Cradle of Filtha u četveročlanoj postavi, za razliku od uobičajene šesteročlane. Također je posljednji album na kojem se pojavila prateća pjevačica Sarah Jezebel Deva (iako se nakratko vratila za album Midnight in the Labyrinth 2012. godine) i prvi na kojem se pojavio bubnjar Martin Škaroupka, koji je zamijenio Adriana Erlandssona.
U intervjuu s Média Matin Québecom gitarist Paul Allender komentirao je: "Već su četiri nove skladbe spremne i moram reći da su... puno brže od pjesama na Thornographyju. Zvuče poput starog Cradle of Filtha... Mješavina Midiana i Duska...". U ostatku intervjua potvrdilo se da će nakon objave albuma uslijediti europska i američka turneja. Dani Filth opisao je album kao "naš najekstremniji, najdramatičniji i najjeziviji album do sada. Legendi o Gillesu de Raisu bio je dodijeljen novi, vampirski život u ovom konceptualnom remek-djelu, umotan u najcrnju magiju i pakosnost koju ništa nije nadmašilo u ljetopisima Cradleove povijesti. Fućkaš ono što klevetnici kažu, svakome tko je čuo ovaj album vilica je pala na pod optočen pentagramima."
U intervjuu s časopisom Blistering Filth je otkrio da su tri dodatne skladbe bile snimljene tijekom snimanja albuma, među kojima je bio jedan instrumental i obrada pjesme "Into the Crypts of Rays" Celtic Frosta. Upitan zašto se te skladbe nisu pojavile na albumu, Filth je izjavio da su "bile maknute s njega tako da ne bude predug. Pojavit će se već negdje". Na koncu su bile uvrštene u njegovu posebnu inačicu.

## O albumu
U intervjuu objavljenom u veljači 2009. godine Dani je govorio o Gillesu de Raisu i kako se njegova priča pojavljuje na Godspeed on the Devil's Thunderu:
Naziv albuma nadahnut je oproštajnim riječima kojim se Dani Filth nekoć služio prilikom potpisivanja pisma.
Doug Bradley ponovo je recitirao određene tekstove na albumu (kao na Midianu, Nymphetamineu i Thornographyju).

## Promidžba i objava
Sastav je 21. srpnja 2008. otkrio naziv albuma te popis njegovih skladbi. Skladba "Tragic Kingdom" 27. je kolovoza bila dostupna za besplatno preuzimanje sa stranice Roadrunner Recordsa, dok su se uzorci svake skladbe u trajanju od trideset sekundi pojavili na stranici Amazon.de 27. rujna. Skladba "Honey and Sulphur" bila je prvi singl s albuma i mogla se kupiti na iTunes Storeu. Glazbeni spot za pjesmu bio je snimljen na lokaciji Chislehurst Caves u Kentu. Kasnije se skladba "Midnight Shadows Crawl to Darken Counsel with Life" mogla slušati na službenoj stranici skupine.
Godspeed on the Devil's Thunder bio je objavljen 28. listopada. Album se popeo do 48. mjesta ljestvice Billboard 200, a bio je prodan u malo više od 11.000 primjeraka u prvome tjednu. Našao se na 73. mjestu britanske ljestvice albuma. Također je bila objavljena i posebna inačica s bonus CD-om.
Glazbeni spot za pjesmu "The Death of Love" bio je objavljen 31. srpnja 2009. godine. Za spot je Andy Sneap izmiksao novu inačicu skladbe.

## Popis pjesama
Tekstovi: Dani Filth, glazba: Paul Allender, Mark Newby-Robson.
| 1.    | »In Grandeur and Frankincense Devilment Stirs«       | 2:27 |
| 2.    | »Shat Out of Hell«                                   | 5:03 |
| 3.    | »The Death of Love«                                  | 7:13 |
| 4.    | »The 13th Caesar«                                    | 5:35 |
| 5.    | »Tiffauges«                                          | 2:14 |
| 6.    | »Tragic Kingdom«                                     | 5:59 |
| 7.    | »Sweetest Maleficia«                                 | 5:59 |
| 8.    | »Honey and Sulphur«                                  | 5:37 |
| 9.    | »Midnight Shadows Crawl to Darken Counsel with Life« | 8:58 |
| 10.   | »Darkness Incarnate«                                 | 8:55 |
| 11.   | »Ten Leagues Beneath Contempt«                       | 4:58 |
| 12.   | »Godspeed on the Devil's Thunder«                    | 5:39 |
| 13.   | »Corpseflower«                                       | 2:41 |
| 71:15 |                                                      |      |

| Bonus CD s ograničene inačice | Bonus CD s ograničene inačice                    | Bonus CD s ograničene inačice | Bonus CD s ograničene inačice | Bonus CD s ograničene inačice | Bonus CD s ograničene inačice | Bonus CD s ograničene inačice | Bonus CD s ograničene inačice | Bonus CD s ograničene inačice | Bonus CD s ograničene inačice |
| Br.                           | Skladba                                          | Trajanje                      |                               |                               |                               |                               |                               |                               |                               |
| ----------------------------- | ------------------------------------------------ | ----------------------------- | ----------------------------- | ----------------------------- | ----------------------------- | ----------------------------- | ----------------------------- | ----------------------------- | ----------------------------- |
| 1.                            | »Balsamic and Anathema«                          | 6:05                          |                               |                               |                               |                               |                               |                               |                               |
| 2.                            | »A Thousand Hands on the Maid of Ruin«           | 8:04                          |                               |                               |                               |                               |                               |                               |                               |
| 3.                            | »Into the Crypts of Rays« (obrada Celtic Frosta) | 4:10                          |                               |                               |                               |                               |                               |                               |                               |
| 4.                            | »Devil to the Metal«                             | 6:18                          |                               |                               |                               |                               |                               |                               |                               |
| 5.                            | »Courting Baphomet«                              | 5:17                          |                               |                               |                               |                               |                               |                               |                               |
| 6.                            | »The Love of Death« (remiks)                     | 5:13                          |                               |                               |                               |                               |                               |                               |                               |
| 7.                            | »The Death of Live« (demo)                       | 7:16                          |                               |                               |                               |                               |                               |                               |                               |
| 8.                            | »The 13th Caesar« (demo)                         | 5:27                          |                               |                               |                               |                               |                               |                               |                               |
| 9.                            | »Dirge Inferno« (uživo)                          | 6:45                          |                               |                               |                               |                               |                               |                               |                               |
| 10.                           | »Dusk and Her Embrace« (uživo)                   | 5:46                          |                               |                               |                               |                               |                               |                               |                               |
| 60:21                         |                                                  |                               |                               |                               |                               |                               |                               |                               |                               |

## Recenzije
Godspeed on the Devil's Thunder uglavnom je dobio pozitivne kritike. Časopis Terrorizer nazvao ga je "najkohezivnijim, najdosljednijim i najuvjerljivijim Cradleovim albumom u posljednjih nekoliko godina... Previše zvuči isto da bi se moglo opravdati 71 minutu trajanja, ali je u konačnici ovo odlično..." Kerrang! ga je opisao "veličanstvenim, epskim, a opet divljim... zasjenjuje relativno slab Thornography... miješa vatrenu dinamiku, atmosferu i pretjeranu teatralnost..." Metal Hammer napisao je da "stavlja kvačice na sve uobičajene kvadratiće sastava dok se istovremeno razmeće dubinom priče i pravim emocijama... Cradleov najžešći album dosad i njegov najsnažniji komplet pjesama..."

## Zasluge
| Cradle of Filth - Dani Filth – vokali - Paul Allender – gitara - Dave Pybus – bas-gitara - Marthus – bubnjevi Ostalo osoblje - Andy Sneap – produkcija, miksanje, mastering, inženjer zvuka - Scott Atkins – inženjer zvuka - Doug Cook – inženjer zvuka (za vokale), produkcija - David Ho – ilustracije - Travis Smith – omot albuma - Daragh McDonagh – fotografija | Dodatni glazbenici - Mark Newby-Robson – klavijature - Sarah Jezebel Deva – vokali (naracija) - Doug Bradley – vokali (naracija) - Stephen Svanholm – vokali (bariton) - Carolyn Gretton – vokali, zborski vokali - Luna Scarlet Davey – vokali (dječja naracija) - Elissa Devins – zborski vokali - Julie Devins – zborski vokali - Leanne Harrison – zborski vokali - Tonya Kay – zborski vokali - Rachel Marshall-Clarke – zborski vokali - Liz Willgoose – zborski vokali - Laura Willgoose – zborski vokali |